# Christo Wiese
Christoffel H. Wiese (Upington, 10 settembre 1941) è un imprenditore sudafricano che ha fatto fortuna nel consumo al dettaglio fino ad essere uno degli uomini più ricchi del Sudafrica per poi essere coinvolto nello scandalo dei conti truccati del gigante Steinhoff International Holdings.

## Biografia
Christoffel Wiese (chiamato normalmente Christo Wiese) ha studiato alla Paarl Boys High School nella regione del Capo Occidentale in Sudafrica, quindi si è laureato in giurisprudenza all'Università di Stellenbosch.
Dopo l'università, Wiese ha praticato legge per alcuni anni prima di entrare come direttore esecutivo di Pepkor, la catena di discount di abbigliamento che i suoi genitori hanno aiutato a fondare nel 1965 fino ad averne il controllo con una partecipazione del 44%. Ha quindi acquisito per 1 milione di rand (equivalente a 122.000 USD) Shoprite, una catena di otto supermercati a Città del Capo. L'ha fatta diventare un'attività multimiliardaria grazie anche a varie acquisizioni e strategie di espansione realizzate nei primi trent'anni. 
Dopo aver rilevato il distributore Senta, Wiese ha iniziato ad espandere la sua attività in nuove sedi in franchising per i grandi magazzini Shoprite. Ha anche acquistato da una società sudafricana di birre in difficoltà OK Bazaars per un rand nel 1997, arrivando ad avere 157 supermercati e 146 negozi di arredamento e creando posti di lavoro nella zona. Nel 2011, i negozi Shoprite di Wiese erano considerati in Sudafrica il sesto marchio preferito in assoluto. Oltre a Shoprite, Wiese è riuscito anche a possedere più di 1.200 punti vendita aziendali sotto vari nomi. Le azioni di Shoprite, quotate alla Borsa di Johannesburg, sono aumentate del 50% sul mercato azionario sudafricano dal marzo 2011 al marzo 2012 mentre Wiese ha realizzato un profitto di 1,5 miliardi di dollari. Operando in settori quali finanza, beni di consumo, banche, moda, immobili, vendita al dettaglio, è diventato uno dei dieci uomini più ricchi del Sudafrica. Possiede anche varie proprietà tra cui una riserva di caccia privata nel deserto del Kalahari e il prestigioso produttore di vino, la Lourensford Estate.
Nel 2014 Christo Weise ha ceduto Pepkor a Bruno Steinhoff, proprietario della Steinhoff International, un conglomerato quotato alla Borsa di Francoforte e specializzato nella vendita di mobili, fondato in Germania e poi trasferitosi per i costi più bassi a Johannesburg, attraverso un'operazione di compravendita in azioni e contanti. Alla fine dell'operazione è nata una nuova società chiamata sempre Steinhoff International Holdings con sede ad Amsterdam ed in cui Wiese è il presidente e il singolo maggiore azionista con il 40% del capitale mentre Bruno Steinhoff è sceso al 5%. All'epoca Wiese aveva un patrimonio netto valutato in 6,8 miliardi di dollari.
Nell'aprile 2015 Wieste ha acquistato, attraverso una sua società di investimento, Brait, l'80% di Virgin Group per 682 milioni di sterline e valutando quindi l'attività 1,3 miliardi di sterline, debito compreso. La società continuerà ad operare con il marchio Virgin Active.
Nel 2017 è esploso lo scandalo contabile sui bilanci di Steinhoff International a partire dal 2009. Wiese si è dimesso quell'anno dall'incarico di presidente ma ha subito una forte perdita finanziaria quando il prezzo delle azioni è crollato. Nel settembre 2017 il suo patrimonio era ancora valutato 5,1 miliardi, nel dicembre 2017 il patrimonio era precipitato a 742 milioni dagli oltre 6 miliardi di appena tre anni prima. Nel marzo 2019 ha annunciato che stava facendo un reclamo da 4 miliardi di dollari contro Steinhoff.

## Vita privata
Wiese è sposato, vive a Città del Capo e ha tre figli.

## Controversie
Wiese ha dovuto affrontare una battaglia legale per recuperare 1 milione di dollari che trasportava mentre si imbarcava su un volo dalla Gran Bretagna al Lussemburgo nel 2009. Questo importo è stato confiscato dai funzionari doganali poiché la somma era nel suo bagaglio in contanti e raccolti in elastici.
Nell'agosto 2012, Wiese ha avuto problemi con il fisco sudafricano (SARS) per tasse arretrate.